# Weatherby, Inc.
A Weatherby, Inc. é uma fabricante americana de armas fundada em 1945 por Roy Weatherby. A empresa é mais conhecida por seus cartuchos magnum de alta potência, como o .257 Weatherby Magnum, .270 Weatherby Magnum, .300 Weatherby Magnum, .340 Weatherby Magnum e .460 Weatherby Magnum. A sede da empresa está localizada em Sheridan, Wyoming.

## Histórico
Os rifles de produção originais de Roy Weatherby foram construídos utilizando mecanismo de ação comerciais Mauser fabricadas pela FN Herstal, e outras partes fabricadas pela Brevex e pela Mathieu. Weatherby construia rifles personalizados a partir das especificações do cliente para rifles sob medida, usando qualquer ação que o cliente solicitasse - desde que a ação fosse forte o suficiente para tolerar as pressões do cartucho desejado. Weatherby fabricou seus rifles por muitos anos em sua pequena instalação localizada em South Gate, Califórnia, até 1956, quando contratou a SAKO para continuar a fabricar suas armas de fogo baseadas nas ações da "Weatherby-FN Mauser". Alguns rifles personalizados ainda eram produzidos em South Gate devido a este contrato.
Em janeiro de 2018 a Weatherby anunciou sua realocação de Paso Robles, Califórnia para Sheridan, Wyoming.